# Nova Linux
Nova Linux ist eine Ubuntu-basierte Linux-Distribution, die seit 2005 von der Universidad de las Ciencias Informáticas in Havanna entwickelt und seit 2009 herausgegeben wird. Das System nutzt standardmäßig Gnome 3.4 als Fenstermanager, es können aber auch KDE, LXDE, Xfce und Openbox hinzugefügt werden.

## Prinzipien
Aufgrund des Wirtschaftsembargos der USA gegen Kuba können US-Produkte wie Windows nicht legal exportiert werden. Updates und Support sind nicht verfügbar. Nach Aussage des Dekans der Informatik-Universität, Alain Guerreiro, könne zudem mangels Zugang zum Quellcode die Sicherheit von Windows nicht überprüft werden.
Im Jahr 2004 wurde deshalb der Umstieg der kubanischen IT-Infrastruktur auf freie Software beschlossen. Im Jahr darauf begann die Entwicklung von Nova. Zu den Prinzipien der Distribution gehören die „4S“: Sicherheit, (technologische) Souveränität, soziale Anpassungsfähigkeit und Nachhaltigkeit (span.: sostenibilidad). Um diese Ziele zu erreichen, orientieren sich die Entwickler in erster Linie an den Bedürfnissen der kubanischen Unternehmen und Endkunden. Mittelfristig soll das System jedoch auch überregionale Verbreitung finden.

## Verbreitung

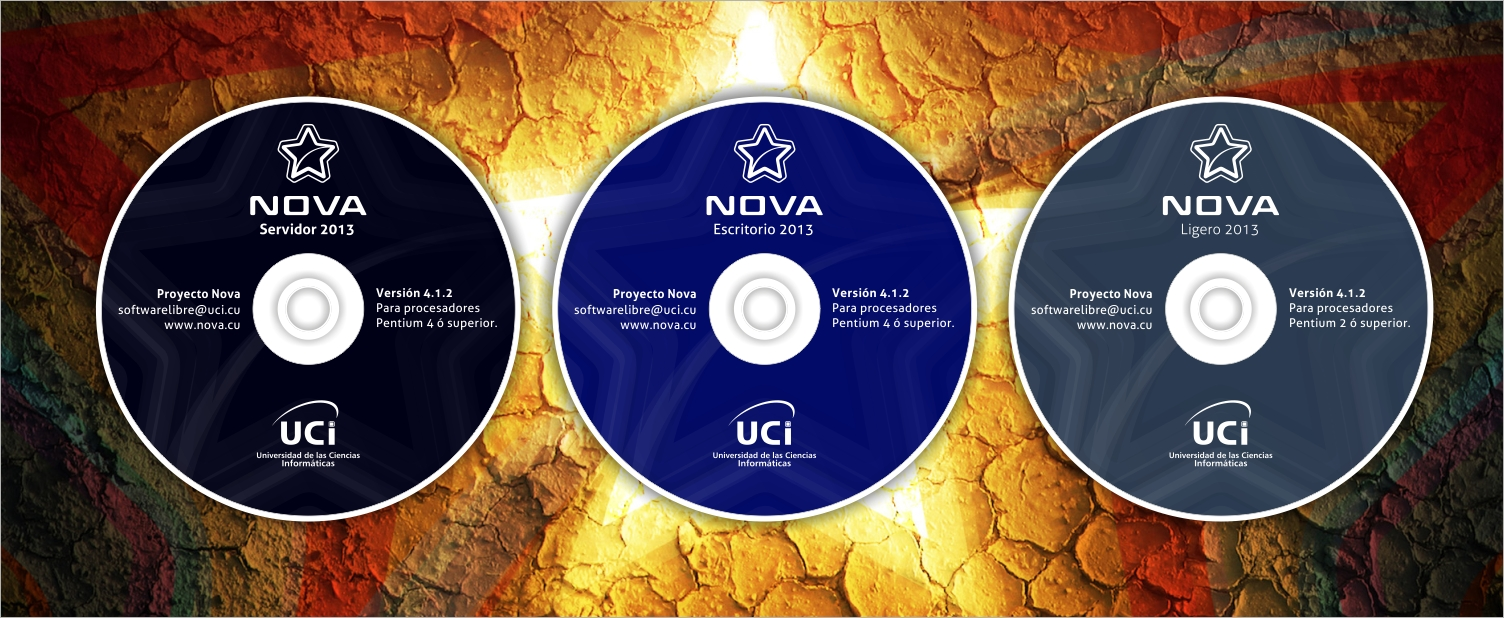
Label der DVD-Versionen von Nova 4

2011 kündigte der Projektleiter an, dass 8.000 Computer der Universidad de las Ciencias Informáticas auf Nova Linux 3.0 umgestellt werden sollen.

### Abwandlungen
Bereits 2012 ist mit Yayabo-Linux eine erste Abwandlung von Nova-Linux entstanden. Die Distribution wurde in der kubanischen Provinz Sancti Spíritus entwickelt und nimmt weitere Pakete von Ubuntu auf.

## Technische Merkmale
Nova basiert auf der verbreiteten Linux-Distribution Ubuntu, greift jedoch zu gut 80 Prozent auf Debian-Pakete zurück. Das Paketformat (.deb) wurde ebenfalls übernommen. Insgesamt stehen für das System über 30.000 Pakete zur Verfügung, die über das kubanische Intranet bezogen werden können. Der Fenstermanager Gnome 3.4 wurde durch die Entwickler modifiziert und Merkmale von Gnome 3.6 mit aufgenommen. Eine eigens entwickelte „Windows-Shell“ imitiert die Benutzeroberfläche von Windows 7, um neuen Anwendern den Umstieg zu erleichtern. Außerdem wurden zahlreiche Wallpaper mit kubanischen Motiven vorinstalliert.
Das Control-Panel von Nova ist eine Eigenentwicklung, die weitgehend mit Python realisiert wurde. Der ebenfalls selbstentwickelte Installer Serere 3 soll über bessere Hardwareerkennung und stärker personalisierte Installationsoptionen verfügen. Er basiert auf der Grafikbibliothek Qt. Eine weitere Besonderheit der Distribution ist die Emulation von Active Directory über Samba und Winbind. In künftigen Versionen soll Unterstützung für LDAP und Kerberos folgen.
Mit Blick auf Kompatibilität und soziale Nutzung wurde Nova-Linux besonders für die in Kuba gebräuchliche Hardware optimiert. In der „Ligero“-Version lässt sich das Betriebssystem bereits mit weniger als 128 Megabyte Arbeitsspeicher nutzen. Die Live-CD benötigt etwa 260 Megabyte. Der Browser Mozilla Firefox wurde modifiziert, so dass dieser sich über die Webseiten der UCI aktualisiert statt über die Mozilla Server. Erstere sind auch über das kubanische Intranet erreichbar.
Nova 4.0 wird in drei verschiedenen Versionen ausgeliefert:
- Servidor: Für Systemadministratoren und Unternehmen. Bei dieser Version wurde Wert auf die Optimierung für Netzwerkanwendungen gelegt. Zusätzlich zu den Features der „Escritorio“-Version kommt diese Variante mit zahlreichen Netzwerkpaketen. DHCP-Server wird ebenso mitgeliefert wie Antivirussoftware, eine Firewall sowie FTP-, DNS- und Webserveranwendungen. Von der Ubuntu-Distribution Zentyal wurde das Konfigurationstool übernommen.
- Escritorio: Für Endanwender optimierte Version. Beinhaltet Gnome 3.4 mit Compiz-Effekten sowie eine „Windows-Shell“, die das System wie Windows 7 aussehen lässt. Als Officepaket wird LibreOffice 3.5 verwendet, als Dateimanager der Gnome-Standard Nautilus mit eigenem Iconset.
- Ligero: Speziell für ältere Rechner optimierte Version mit reduzierten Systemvoraussetzungen. Als Desktopumgebung kommt die Eigenentwicklung „Guano“ zum Einsatz, die ressourcenschonender arbeiten soll und auf OpenBox basiert. Gleichzeitig wurde das Xfce-4 Panel übernommen. Der aus LXDE bekannte PCManFM fungiert als Dateimanager. Einige andere Anwendungen aus „Escritorio“ wurden ebenfalls durch ressourcenschonende Varianten ersetzt.[11]

Alle Versionen werden mit dem eigenen Installer Serere 3 ausgeliefert und können auch als Live-CD gebootet werden.

## Versionen
Die Entwicklung von Nova-Linux wurde im Jahr 2005 durch Studenten der Informatikhochschule von Havanna (UCI) begonnen, vier Jahre darauf erschien die erste öffentliche Version mit Codenamen Baire. Damals basierte das System noch auf Gentoo Linux sowie in Teilen auf den Gentoo-Distributionen Ututo und Sabayon.
Der aktuelle Release-Zyklus sieht alle zwei Jahre eine neue Version vor.
| Version                                                | Codename | Basis              | Veröffentlichung   | Anmerkung |
| ------------------------------------------------------ | -------- | ------------------ | ------------------ | --- |
| 1.1.2                                                  | Baire    | Gentoo             | 20. Februar 2009   | Erste öffentliche Version, basierend auf Gentoo Linux. Als Fenstermanager kommt Gnome 2.22 zum Einsatz und der von Sabayon bekannte Entropy-Server als Paketmanager. |
| 2.0                                                    |          | Gentoo             | 2. Dezember 2009   | Verbesserte Sicherheitsfunktionen, Einführung von UTF-8 und Internationalisierung. Neue Anwendungen: Mozilla Firefox, Mozilla Thunderbird, Apache OpenOffice, Rhythmbox, Gnome Videos, Brasero, u. a. |
| 2.1                                                    |          | Ubuntu             | 4. Juni 2010       | Umstieg von Gentoo auf Ubuntu Linux, Einführung von Compiz-Effekten. Neuer Instant-Messenger Empathy und Transmission als BitTorrent-Client. |
| 3.0 (2011)                                             |          | Ubuntu 10.04 LTS   | 24. September 2011 | Basiert auf Ubuntu 10.4 LTS und Gnome 2.30. Einführung von drei verschiedenen Versionen: Servidor für professionelle Anwender und Systemadministratoren, Escritorio für Endanwender und Ligero, welches für ältere PCs optimiert wurde. Unterstützung für Proxy-Server.                                                   |
| 4.0 (2013)                                             |          | Ubuntu 12.04 LTS   | 22. März 2013      | Zahlreiche neue Paketquellen (über 20.000 statt 1.400 in der Vorgängerversion). Upgrade auf Gnome 3.4 als Fenstermanager mit neuen Compiz-Effekten, Kernel 3.2.0 und Launchpad. Als Dateimanager kommt Nautilus zum Einsatz. LibreOffice löst OpenOffice als Büroapplikation ab. Weitere neue Software: GIMP, Wine, u. a. |
| 5.0 (2015)                                             |          | Ubuntu 14.04.1 LTS | 22. März 2015      | Neuer Fenstermanager „Nova Shell“ soll Gnome ersetzen, Moonlight DE als neuer Fenstermanager der Ligero-Edition. |
| 6.0 (2018)                                             |          | Ubuntu 16.04.1 LTS | 22. März 2018      | Neue Paketverwaltung und neue Menüführung, u. a. |
| 7.0 (2020)                                             |          |                    | 20. Juni 2020      | |
| 8.0 (2022)                                             |          |                    | 1. März 2022       | |
| 9.0 (2023)                                             |          |                    | 2. Oktober 2023    | |
| Legende:Alte VersionAktuelle VersionZukünftige Version |          |                    |                    | |

## Systemvoraussetzungen
Als minimale Hardwarevoraussetzungen wurden von den Entwicklern für Nova 4.0 ein x86- (ab i686) oder 64-Bit-x86-Prozessor (x64) mit mindestens einem Gigahertz Taktfrequenz genannt. Es werden 8 Gigabyte Festplattenspeicher (inklusive Swap) sowie 512 Megabyte Arbeitsspeicher genannt. Nova 4.0 benötigt 3 Gigabyte mehr Festplattenspeicher als sein Vorgänger.
| Empfohlene minimale Systemvoraussetzungen für Nova 4.0 (2013) | Empfohlene minimale Systemvoraussetzungen für Nova 4.0 (2013) | Empfohlene minimale Systemvoraussetzungen für Nova 4.0 (2013) | Empfohlene minimale Systemvoraussetzungen für Nova 4.0 (2013) |
| Hardware                                                      | Escritorio-Edition                                            | Ligero-Edition                                                |                                                               |
| ------------------------------------------------------------- | ------------------------------------------------------------- | ------------------------------------------------------------- | ------------------------------------------------------------- |
| Prozessor                                                     | 1 GHz                                                         | Pentium II (233 MHz)                                          |                                                               |
| RAM                                                           | 512 MB                                                        | 128 MB                                                        |                                                               |
| Datenspeicher                                                 | 8 GB                                                          |                                                               |                                                               |